# Michel Stoffel
Michel Stoffel (Bissen, 24 maart 1903 – Luxemburg-Stad, 29 maart 1963) was een Luxemburgs kunstschilder, mozaïekkunstenaar en auteur.

## Leven en werk
Michel Stoffel werd geboren als Michel Schummer, zoon van Elise Schummer. Hij werd in 1908 bij haar huwelijk met Philippe Stoffel erkend. In 1913 verhuisde het gezin naar Luik in België. In 1919 was hij terug in Luxemburg, hij volgde een opleiding aan het Lycée de garçons de Luxembourg en daarnaast een correspondentiecursus van de Parijse École universelle. Hij werkte van 1922 tot 1930 als verzekeringsklerk, maar rondde in 1933 zijn artistieke studie af aan de academie voor schone kunsten in Weimar. Hij was van 1933 tot 1961, met een onderbreking tijdens de Tweede Wereldoorlog, directeur van zijn eigen verzekeringsmaatschappij Terra.
Naast zijn werk in de verzekeringswereld schilderde Stoffel figuratieve doeken, maakte tekeningen, gravures en mozaïeken en schreef essays en artikelen over kunst. Hij sloot zich aan bij de Cercle Artistique de Luxembourg (CAL), waar hij vanaf 1933 deelnam aan de jaarlijkse salons. In 1936 ontving hij voor zijn werk de Prix Grand-Duc Adolphe.  Voor de Tweede Wereldoorlog was hij penningmeester en secretaris van de kunstenaarsvereniging. Van 1939 tot 1949 was hij voorzitter van de CAL. Vanaf de jaren 40 maakte hij expressieve doeken, vanaf begin jaren 50 geometrisch en abstracte werk. In 1954 richtte hij samen met een aantal abstractwerkende kunstenaars, onder wie François Gillen, Frantz Kinnen, Emile Kirscht Wenzel Profant en Lucien Wercollier, de groep Les Iconomaques op, waarmee hij ook exposeerde.  In 1952 was Stoffel initiatiefnemer en oprichter van de Chambre syndicale des arts et lettres. In 1962 werd hij benoemd tot lid van de sectie kunst en letteren van het Institut grand-ducal.
Michel Stoffel ontving Luxemburgse en Belgische onderscheidingen. Hij overleed in 1963, kort na zijn 60e verjaardag, en werd begraven op de Cimetière Notre-Dame. Ter gelegenheid van zijn 100e verjaardag werd in 2003 de Rétrospective Michel Stoffel 1903–1963 gehouden in het Musée National d'Histoire et d'Art. In datzelfde jaar was werk van Stoffel, naast dat van onder anderen Per Kirkeby, Emile Kirscht, Robert Mapplethorpe, Sonja Roef, Annette Weiwers-Probst en Lucien Wercollier, te zien in een tentoonstelling met kunst uit de privécollectie van groothertogin Charlotte van Luxemburg in het Musée National.

## Enkele werken
- 1962 mozaïek in het Athénée de Luxembourg

Publicaties
- 1944 La clef de Melusine (Erzielung)
- 1944 La réforme de la peinture française
- 1947 Le prestige de la matière dans l'art contemporain.

## Prijzen en onderscheidingen
- 1936 Prix Grand-Duc Adolphe
- 1939 Ridder in de Orde van Leopold II[9]
- 1950 Ridder in de Kroonorde van België
- 1957 Eervolle vermelding op de Biënnale van São Paulo
- 1956 Ridder in de Orde van de Eikenkroon[10]
- Ridder in de Leopoldsorde